# Нижний Тагил (административно-территориальная единица)
Город Нижний Тагил — административно-территориальная единица Свердловской области со статусом, соответствующим категории города областного подчинения. Административный центр — город Нижний Тагил.
В рамках организации местного самоуправления, административно-территориальной единице город Нижний Тагил соответствует муниципальное образование «город Нижний Тагил» со статусом городского округа. С 1 октября 2017 года территории административно-территориальной единицы и муниципального образования приведены в соответствие.

## География
Город Нижний Тагил как административно-территориальная единица граничит:
- на севере, северо-востоке и юго-востоке с Пригородным районом;
- на юго-востоке с городами Кировградом и Первоуральском;
- на юге с Шалинским районом.

Внутри города Нижнего Тагила как административно-территориальной единицы расположены сельские населённые пункты Пригородного района — село Большие Галашки и деревня Харёнки.
Также город Нижний Тагил граничит с административно-территориальными единицами Пермского края:
- на западе с городом Лысьвой;
- на северо-западе с Горнозаводским районом.

## История

### Нижнетагильский городской совет
Согласно информации на официальном сайте, Нижний Тагил имеет статус города областного подчинения с 1931 года, что подтверждается архивными сведениями (с 10 июня 1931 года). По другой информации, с 10 мая 1934 года, когда территория ликвидированного Висимовского района была влита в пригородную зону Нижнетагильского горсовета. Шуралинский сельсовет был перечислен из пригородной зоны Нижнетагильского горсовета в Калатинский район. Мурзинский сельсовет был перечислен из Калатинского района в пригородную зону Нижнетагильского горсовета.
С 31 декабря 1935 года Тагильский район был упразднён — присоединён к Нижнему Тагилу.
29 октября 1936 года были образованы Ленинский и Сталинский райсоветы:
- Ленинский райсовет — в составе Высокогорского железного рудника с его посёлками, Гальянки и Ключей с присоединением к райсовету Горбуновского, Николо-Павловского, Шиловского, Режевского, Краснопольского, Дрягуновского, Шумихинского, Бродовского, Петрокаменского, Мокроусовского, Луговского, Башкарского, Мурзинского, Южаковского, Кайгородского и Новопаньшинского сельсоветов;
- Сталинский райсовет — в составе центральной заселенной части города, Нижнетагильского металлургического завода им. Куйбышева, завода 63, завода «Механик», кирпичного завода Тагилстроя, Лебяженского рудника, 111 эксплуатационного участка ж.д. им. Кагановича, кирпичного завода Местпрома с присоединением к райсовету Лайского и Балакинского сельсоветов.

29 января 1938 года из сельской местности Нижнего Тагила был образован Тагильский сельский район с центром в рп Висиме.
10 июля 1937 года в Тагильский район (переименованный в Висимский) были переданы рабочие посёлки Висим, Черноисточинск и Уралец, Галашкинский, Елизаветинский и Висимо-Уткинский сельсоветы, выделенные из пригородной зоны Нижнего Тагила, а в новообразованный Петрокаменский района рп Новоасбест и Башкарский, Бродовский, Дрягуновский, Кайгородский, Краснопольский, Луговской, Мокроусовский, Мурзинский, Паньшинский, Петрокаменский, Режевский, Черемшанский, Шумихинский и Южковский сельсоветы, выделенные из сельской местности Нижнего Тагила.
10 ноября 1938 года Нижний Тагил был разделён на 5 районов: Ленинский, Сталинский, Дзержинский, Тагилстрой и им. III Интернационала. Балакинский, Горбуновский, Лайский, Николо-Павловский, Покровский и Троицко-Воскресенский сельсоветы в административном отношении подчинены Нижнетагильскому горсовету.
2 апреля 1945 года городской район Рудник III Интернационала г. Нижнего Тагила был переименован в Рудный район.
18 июня 1954 года Троицко-Воскресенский сельсовет был объединён с Николо-Павловским сельсоветом.
6 апреля 1956 года пос. Межевая Утка № 1, Межевая Утка № 2 и Северный были перечислены из состава Серебрянского сельсовета г. Кушвы в пригородную зону Ленинского района Нижнего Тагила.
24 мая 1956 года Рудный район был упразднён с передачей его территории в состав Ленинского района.
22 июля 1957 года был образован Пригородный район, районы были подчинены Балакинский, Горбуновский, Лайский, Николо-Павловский и Покровский сельсоветы Нижнетагильского горсовета; Галашкинский, Елизаветинский, Илимский, Харёнский сельсоветы, Висимский, Висимо-Уткинский, Уральский и Черноисточинский поссоветы бывшего Висимского района.
26 ноября 1957 года:
- Сталинский район Нижнего Тагила была объединён с Ленинским;
- был образован Пригородный район в составе территорий Висимского района и территорий сельсоветов, подчинённых Нижнетагильскому горсовету, Висимский район упразднён.

14 февраля 1961 года граница между Ленинским и Тагилстроевским районами Нижнего Тагила была установлена по оси улиц Циолковского, Октябрьской, Невьянскому переулку и ж.д. пути.
6 октября 1961 года из Ленинского района в Тагилстроевский были переданы улицы: Вишневая, Брусничная, Ракетная, Космическая, Ленская, Перова, Волгодонская, Лермонтова, Балакинский тракт и Красной Звезды по границе улицы Забойщиков.
12 января 1961 года пос. рудника им. III-го Интернационала и Ольховка были переданы из состава Ленинского района Нижнего Тагила в административно-территориальное подчинение Тагилстроевского района.
28 апреля 1962 года был выделен Пригородный район с центром в г. Нижнем Тагиле; санаторий «Руш», пос. п/я-44 и п/я-25 были переданы в Ленинский район Нижнего Тагила.
11 января 1963 года был упразднён Горбуновский сельсовет, пос. ж.д. ст. Горбуново и Горбуновского торфобрикетного завода были переданы в административно-территориальное подчинение Ленинского района с включением их в городскую черту Нижнего Тагила.
19 января 1963 года населённый пункт Межевая Утка был отнесён к категории рабочих посёлков и переименован в Синегорский. Населённый пункт Северка был передан в подчинение Синегорского, образован Синегорский поссовет в административном подчинении Нижнетагильского горсовета.
1 февраля 1963 года горсовет Нижнего Тагила был подчинён Свердловскому областному (промышленному) совету депутатов трудящихся. Нижнетагильскому горсовету были переданы в подчинение Висимо-Уткинский, Висимский, Синегорский, Новоасбестовский, Уральский и Черноисточинский поссоветы и Галашкинский сельсовет.
31 января 1964 года были установлены границы между Ленинским и Тагилстроевским районами от улицы Заводской по берегу Нижнетагильского пруда до железной дороги и пересечения реки Большой Кушвы. Населённые пункты Ключики, Питомник горзеленстроя, Старатель, Корабельный Мыс, санаторий «Ручьи» были оставлены в административно-территориальном подчинении Ленинского района.
7 февраля 1964 года Серебрянский сельсовет был передан из состава Нижнетагильского сельского района в административно-территориальное подчинение Нижнетагильского горсовета.
11 сентября 1964 года пос. Райпромкомбинат Новоасбестовского поссовета был передан в подчинение Краснопольского сельсовета Нижнетагильского сельского района.
22 апреля 1966 года пос. Торфобрикетного предприятия был передан из состава пригородной зоны Нижнего Тагила в административно-территориальное подчинение Черноисточинского сельсовета Пригородного района.
27 февраля 1975 года Елизаветинский сельсовет был передан из состава пригородной зоны Нижнего Тагила в административно-территориальное подчинение Пригородного района.
30 декабря 1976 года были исключены из учётных как прекратившие существование пос. Леба, Ватиха, Восточная Нижнетагильского горсовета.
На 1 января 1987 года, кроме самого города, населённые пункты в подчинении Нижнетагильского горсовета отсутствовали.

### Муниципальное образование
В 1995—1996 годах было создано муниципальное образование город Нижний Тагил, состоявшее исключительно из самого города. 10 ноября 1996 года муниципальное образовано было внесено в областной реестр.
С 31 декабря 2004 года город был наделён статусом городского округа. С 1 апреля 2008 года в состав городского округа были включены 23 сельских населённых пункта соседнего Горноуральского городского округа.

### Расширение административно-территориальной единицы
С 1 октября 2017 года в состав города Нижнего Тагила как административно-территориальной единицы были включены сельские населённые пункты Пригородного района, переданные в городской округ город Нижний Тагил из Горноуральского городского округа.

## Административно-территориальное устройство, населённые пункты
В составе собственно города Нижнего Тагила выделяются 3 внутригородских района, не являющихся муниципальными образованиями.
До 1 октября 2017 года город Нижний Тагил был единственным населённым пунктом в составе административно-территориальной единицы.
С 1 октября к Нижнему Тагилу как административно-территориальной единице были причислены 23 сельских населённых пункта Пригородного района, тем самым были приведены в соответствие территории, с одной стороны, административно-территориальной единицы (города) и муниципального образования (городского округа) Нижнего Тагила, а с другой, Пригородного района и Горноуральского городского округа.

### Административно-территориальное устройство с 1.10.2017
| №        | ТЕ / АТЕ               | Состав | Упразднённые после 1.10.2017 н.п. |
| -------- | ---------------------- | --- | --------------------------------- |
| 1        | город Нижний Тагил     | Нижний Тагил |                                   |
| 1.000001 | внутригородские районы | |                                   |
| 2        | Дзержинский            | |                                   |
| 3        | Ленинский              | посёлки Антоновский, Баклушина, Висимо-Уткинск, Волчёвка, Евстюниха, Ёква, Канава, Студёный, Таны, Уралец, Чауж, деревни Баронская, Захаровка, Усть-Утка, сёла Елизаветинское, Сулём |                                   |
| 4        | Тагилстроевский        | сёла Верхняя Ослянка, Серебрянка, деревни Заречная, Нижняя Ослянка | посёлок Запрудный                 |

### Населённые пункты
| №  | Населённый пункт | Тип     | Население | Внутригородской район |
| -- | ---------------- | ------- | --------- | --------------------- |
| 1  | Антоновский      | посёлок | ↘62       | Ленинский             |
| 2  | Баклушина        | посёлок | ↗1        | Ленинский             |
| 3  | Баронская        | деревня | ↘37       | Ленинский             |
| 4  | Верхняя Ослянка  | село    | ↘191      | Тагилстроевский       |
| 5  | Висимо-Уткинск   | посёлок | ↘606      | Ленинский             |
| 6  | Волчёвка         | посёлок | ↘3        | Ленинский             |
| 7  | Евстюниха        | посёлок | ↘106      | Ленинский             |
| 8  | Ёква             | посёлок | ↘8        | Ленинский             |
| 9  | Елизаветинское   | село    | ↘48       | Ленинский             |
| 10 | Заречная         | деревня | ↘17       | Тагилстроевский       |
| 11 | Захаровка        | деревня | ↘15       | Ленинский             |
| 12 | Канава           | посёлок | ↗13       | Ленинский             |
| 13 | Нижний Тагил     | город   | ↘328 157  |                       |
| 14 | Нижняя Ослянка   | деревня | ↘5        | Тагилстроевский       |
| 15 | Серебрянка       | село    | ↘598      | Тагилстроевский       |
| 16 | Студёный         | посёлок | ↗91       | Ленинский             |
| 17 | Сулём            | село    | ↘68       | Ленинский             |
| 18 | Таны             | посёлок | ↘0        | Ленинский             |
| 19 | Уралец           | посёлок | ↘1425     | Ленинский             |
| 20 | Усть-Утка        | деревня | ↘129      | Ленинский             |
| 21 | Чауж             | посёлок | ↗13       | Ленинский             |
| 22 | Чащино           | посёлок | ↗186      | Ленинский             |

5 декабря 2020 года был упразднён посёлок Запрудный (до 1 октября 2017 года относился к Николо-Павловскому сельсовету Пригородного района).
Посёлок Покровское-1 (Сокол) отсутствует в ОКАТО, исключён из ОКТМО и не упоминается в Уставе муниципального образования, но его территориальная администрация образована. С 2007 до 2015 гг. посёлок выделялся как самостоятельный населённый пункт. В марте 2024 года внесён законопроект о повторном образовании посёлка с  наименованием Сокол.